# 庫克 (內布拉斯加州)
庫克（英語：Cook）是位於美國內布拉斯加州約翰遜縣的村。

## 人口
根據2020年美國人口普查的數據，庫克的面積為0.45平方千米，皆為陸地。當地共有人口323人，而人口密度為每平方千米718人。